# Someday’s Dreamers
Someday’s Dreamers (jap. 魔法遣いに大切なこと Mahō Tsukai ni Taisetsu na Koto, dt. „Was einem Magier wichtig ist“) ist ein Manga-Reihe, die von Norie Yamada geschrieben und von Kumichi Yoshizuki illustriert wurde. Sie erschien erstmals im Mai 2002 innerhalb des Magazins Comic Dragon, welches von Kadokawa Shoten herausgegeben wurde.
Dasselbe Autorenpaar nutzte diese Manga-Reihe als Grundlage für zwei weitere Manga-Reihen. Auf dem ersten Manga aufbauend, erschien im Jahre 2004 ein Nachfolger mit dem Titel Der Weg von Sonne und Wind. Wiederum auf der zweiten Manga-Reihe aufbauend erschien ein weiterer Nachfolger mit dem Titel Mahō Tsukai ni Taisetsu na Koto – Natsu no Sora im Jahr 2008. 
Die erste und die dritte Manga-Reihe wurden in den Jahren 2003 und 2008 durch die Studios Viewworks/J.C.Staff und Hal Film Maker als Anime-Fernsehserie adaptiert.

## Handlung
In ihm werden die Abenteuer der 17-jährigen magisch begabten Yume Kikuchi geschildert, die nach Tokio reist, um ihre Zaubereiausbildung zu beginnen. Sie müssen sich dazu aber nicht verstecken, sondern ihre Fähigkeiten sind von der Gesellschaft anerkannt und werden für diverse Aufgaben und Dienste genutzt. Die Magie steht aber auch unter staatlicher Kontrolle, was einen Missbrauch der Fähigkeiten vermeiden soll.
Das Mädchen Yume will eine staatlich anerkannte Zauberin werden. Die Aufgabe von Zauberern ist es, die Wünsche ihrer Klienten zu erfüllen. Dabei muss Yume jedoch erkennen, dass der scheinbar direkte Weg nicht immer der richtige ist, und dass man nicht nur mit dem Verstand, sondern vor allem auch mit dem Herzen arbeiten muss. Zum Glück steht ihr jedoch immer auch der Ausbilder Masami Oyamada zur Seite.
Im Verlauf ihrer Ausbildung erfüllt sie u. a. den Wunsch eines beinamputierten Jungen nach einem Fußballmatch, oder picknickt zusammen mit einem Lehrer und seinen Schülern auf dem Mond. Aber sie erlebt auch traurige Momente, etwa wenn sie einer sterbenden Frau deren letzten Wunsch erfüllt, ihre bei einem Autounfall ums Leben gekommene Tochter noch einmal sehen zu dürfen. Letzteres Erlebnis nimmt sie so mit, dass sie sogar mit dem Gedanken spielt die Zauberei aufzugeben. Aber auch ihr Ausbilder Oyamada hatte in der Vergangenheit ein schmerzhaftes Erlebnis, das ihn an der Zauberei verzweifeln ließ.

## Veröffentlichungen

### Manga
Der Manga erschien in Deutschland bei Panini als Shōjo-Manga und umfasst zwei Bände. In Japan wurde der Manga bereits 2002 bei Kadokawa Shoten veröffentlicht. Eine Fortsetzung fand Someday's Dreamers in einem 5-bändigen Manga, der auf Deutsch unter dem Titel Der Weg von Sonne und Wind ebenfalls bei Planet Manga erscheint.
Im Jahr 2007 begannen Norie Yamada und Kumichi Yoshizuki ihre Arbeit am dritten Titel Mahō Tsukai ni Taisetsu na Koto – Natsu no Sora (jap. 魔法遣いに大切なこと 〜夏のソラ〜).

### Anime
Der Anime besteht aus 12 Folgen und wurde 2003 von J.C.Staff in Zusammenarbeit mit Viewworks produziert. Regie führte Masami Shimoda, das Charakterdesign wurde von Michinori Chiba und Nobue Yoshinaga überarbeitet und Junichiro Nishikawa übernahm die künstlerische Leitung. Die führende Leitung bei der Animation wurde von Keiko Kawashima übernommen. Im japanischen Fernsehen wurde die Serie erstmals vom 9. Januar bis zum 27. März 2003 auf TV Asahi gezeigt.
Auf DVD wurde die Serie sowohl in Japan, den USA und Frankreich veröffentlicht.

#### Synchronisation
| Rolle                | japanischer Sprecher (Seiyū) |
| -------------------- | ---------------------------- |
| Yume Kikuchi         | Aoi Miyazaki                 |
| Masami Oyamada       | Jun'ichi Suwabe              |
| Angela Charon Brooks | Akeno Watanabe               |
| Melinda Iwashita     | Akiko Hiramatsu              |
| Go Kato              | Hiroshi Iida                 |
| Gin Pun              | Kōji Tsujitani               |